# Lago Blöndulón
O Blöndulón com uma profundidade máxima de 39 metros e 57 km² de superfície é um dos maiores lagos da Islândia. Foi criado como reservatório para a central eléctrica de Blönduvirkjun em 1984-1991. 
Localiza-se perto da estrada Kjölur nas Terras Altas da Islândia. Hveravellir e as suas nascentes de água quente situa-se 25 km a sul. 